# Mitromorpha mitriformis
Mitromorpha mitriformis is een slakkensoort uit de familie van de Mitromorphidae. De wetenschappelijke naam van de soort is voor het eerst geldig gepubliceerd in 1961 door Shasky.